# Дезоксирибонуклеинова киселина
Дезоксирибонуклеиновата киселина (ДНК) е нуклеинова киселина, която носи генетичните инструкции за биологическото развитие на всички клетъчни форми на живот и много от вирусите. Основната функция на молекулата на ДНК е дълготрайното съхранение на информация. ДНК често е сравнявана с програма или рецепта, тъй като съдържа инструкциите, необходими за конструиране на останалите клетъчни компоненти, като белтъци и молекули на РНК. Сегментите от молекулата на ДНК, които пренасят генетична информация, се наричат гени, но има и други ДНК последователности, които изпълняват изграждащи функции или участват в управление използването на генетичната информация. Наред с РНК и белтъците, ДНК е една от трите основни макромолекули, ключови за всички известни форми на живот. ДНК понякога се нарича молекула на наследствеността, тъй като тя се наследява и се използва за разпространение на белези.
ДНК се състои от два дълги полимера, съставени от своя страна от прости единици – мономери, наречени нуклеотиди. Молекулата има две главни вериги, изградени от монозахариди и фосфатни групи, свързани помежду си с естерни връзки. Към всеки монозахарид на главните вериги е прикачена една от четири възможни вида молекули, наричани нуклеобази (азотсъдържащи биологични съединения формиращи нуклеозиди, като тези мономери са радикалните градивни елементи на нуклеиновите киселини) – именно последователността на тези четири нуклеобази по дължината на главната верига служи за кодиране на информацията. Тя се разчита с помощта на генетичен код, който дефинира последователността на аминокиселините в белтъците. Кодът се разчита чрез копиране на участъци от ДНК в подобната нуклеинова киселина РНК при процес, наричан транскрипция.
Във вътрешността на клетките ДНК образува дълги структури, наричани хромозоми. Преди клетките да се разделят хромозомите се удвояват чрез процеса на репликация. Еукариотните организми (животни, растения, гъби и протисти) съхраняват основната част от своята ДНК във вътрешността на клетъчното ядро и по-малка част в органели, като митохондрии или хлоропласти. За разлика от тях, прокариотите (бактерии и археа) съхраняват своята ДНК само в цитоплазмата. Вътре в хромозомите хроматинови белтъци, като хистоните, служат за организиране на ДНК и направляват взаимодействието на ДНК с другите белтъци, като участват в контрола на транскрипцията.

## ДНК накратко
Бележка: Този раздел е кратък преглед на ДНК, подходящ за обикновения читател, без подробности. Той е замислен като увод в темата. Подробности се съдържат в останалите части.
- Гените могат да се разглеждат грубо като готварска книга на организма.
- Една верига ДНК съдържа гени, области, които регулират гените, и други области, които нямат функции или функциите им все още не са познати.
- ДНК се състои от две нишки с връзки помежду им, които могат да се разделят подобно на цип.

```
– Хеликаза – разкопчава.
– ДНК полимераза – закопчава.
```

- ДНК кодира генетичната информация благодарение на четири „строителни елемента“, наречени бази: аденин, тимин, гуанин, цитозин. Те се обозначават съкратено като А, Т, Г и Ц и имат свойството всяка да „се чифтосва“ само с една от останалите три бази: А+Т, Т+А, Г+Ц, Ц+Г; така че едно „А“ на едната нишка от ДНК ще се „съеши“ успешно само с „Т“ от другата нишка.
- Редът е от значение: А+Т не е еквивалентно на Т+А, както и Ц+Г не е едно и също с Г+Ц.
- Но тъй като са възможни само 4 комбинации, базите на едната от нишките са достатъчни, за да се опише последователността.
- Редът, в който са разположени базите по дължината на ДНК, е важен – ДНК последователността (или секвенцията) е описанието на гените.
- Репликацията или удвояването на ДНК се осъществява на матричен принцип – чрез разделяне на двете нишки с относително прости химически реакции и създаване на „втората половина“ на така получената единична верига чрез потапяне в „супа“, която съдържа всичките четири бази. Тъй като всяка база може да се комбинира само с една от останалите три бази, подредбата на базите в съществуващата верига определят еднозначно какви бази ще има в новообразуваната верига и как ще са подредени. По този начин, всяка единична верига (матрица) образува точно копие на оригиналната ДНК, като събира необходимите бази в „супата“, освен ако не настъпи мутация.
- Мутациите са просто химически грешки в този процес: една база може случайно да бъде пропусната, вмъкната или грешно копирана или веригата може да бъде скъсена или удължена; всички други основни мутации могат да се опишат като комбинация от тези случайни „операции“.

## Свойства

### Молекулярна структура
Въпреки че понякога ДНК е наричана „молекулата на наследствеността“, парчетата ДНК, както си ги представят повечето хора, не са единични молекули. По-скоро те са двойки молекули, които се преплитат като лиани, образувайки двойна спирала.
Всяка лианообразна молекула е ДНК верига: химически свързана верига от нуклеотиди, всеки от които се състои от дезоксирибоза, фосфат и един от четирите вида ароматно-въглеводородни „бази“. Тъй като нишките в ДНК са изградени от тези нуклеотидни елементи, те са полимери.
Тъй като има четири вида бази, има и четири вида нуклеотиди, които често се обозначават като своите бази. Тези бази са пуринови (големи) – гуанин(Г), аденин (А) и пиримидинови (малки) – цитозин (Ц) и тимин (Т).
Полинуклеотидните вериги в двойната верига на ДНК могат да се свързват чрез хидрофобния ефект. Това кои вериги остават свързани, се определя от комплементарно свързване, с Г – така че видът на базите на едната верига определя силата на връзката – колкото повече комплементарни бази съществуват, толкова по-силна и устойчива е връзката.
Механизмите в клетката могат да разделят двойната спирала на ДНК и така всяка единична верига може да служи за матрица за създаване на нова верига, почти еднаква с предишната. Грешките при синтеза се наричат мутации. Процес, наречен ПВР имитира този процес инвитро в нежива среда.
Тъй като при свързване в двойки нуклеотидните бази се обръщат към оста на спиралата, а захарните и фосфатните групи са от външната страна, двете вериги, които те образуват, изглеждат като носещи елементи на спиралата. В действителност химическите връзки между фосфатите и захарите, наречени фосфодиестерни връзки, свързват един нуклеотид със съседните му във веригата.

### Механични свойства, важни в биологията
Водородните връзки между веригите на двойната спирала са достатъчно слаби, за да могат лесно да бъдат прекъснати с помощта на ензими. Ензими, познати като хеликази разсукват веригите, за да подпомогнат действието на ензими, четящи последователността като ДНК полимеразата. При разсукването ензимите трябва да прекъснат по химически начин фосфатният гръбнак на едната от веригите, за да може тя да се завърти около другата верига. Веригите могат също така да бъдат разделени чрез леко нагряване, използвано например в ПВР, ако имат по-малко от около 10 000 базисни двойки (10 килобазисни двойки или 10 кбд). Усукването на ДНК веригите затруднява разделянето на дълги сегменти.
Когато двата края на една двойна спирала на ДНК са съединени, така че тя образува кръг, както е при плазмидите, веригите са топологично заплетена. Това означава, че те не могат да бъдат разделени чрез леко нагряване или друг процес, който не включва прекъсване на едната верига. Задачата за разплитане на топологично свързани вериги на ДНК се изпълнява от ензими, наречени топоизомерази. Някои от тези ензими разплитат цикличната ДНК чрез прекъсване на двете вериги, така че друг двойноверижен сегмент да може да мине между тях. Разплитането е необходимо за репликацията на циклични ДНК, както и за различни видове рекомбинация в линейни ДНК.
Спиралата на ДНК може да приеме една от три леко различаващи се форми. За преобладаваща в клетките се счита „B“ формата, описана от Джеймс Уотсън и Франсис Крик. Тя е широка 2 нанометра и има дължина 3,4 нанометра на 10 базисни двойки (бд) от последователността. Средната дължина на стъпката на спиралата – последователността, в продължение на която спиралата прави едно пълно завъртане около оста си – е също толкова. Честотата на завъртанията зависи до голяма степен от притеглящите сили, които всяка база упражнява върху съседите си във веригата.
Малката ширина на двойната спирала прави намирането ѝ чрез конвенционална електронна микроскопия невъзможно, освен чрез интензивно оцветяване. В същото време ДНК в много клетки може да бъде с макроскопична дължина – около 5 сантиметра за веригите в една човешка хромозома. Следователно клетките трябва да сбиват или „пакетират“ ДНК, за да могат да я побират. Това е една от функциите на хромозомите, които съдържат белтъци, подобни на макари, наречени хистони, около които ДНК се навива.
При липса на напрежение B-формата на ДНК спиралата се усуква на 360° на всеки 10,6 базови двойки. Но много процеси в молекулярната биология могат да причинят напрежения. Един сегмент от ДНК с недостатъчно или прекалено усукване на спиралата се нарича съответно положително или отрицателно „пренавит“. ДНК ин виво обикновено е отрицателно пренавита, което подпомага разсукването на двойната спирала, необходимо за РНК транскрипция.
Другите две познати двойно-спирални форми на ДНК, наречени A и Z, се различават донякъде по своята геометрия и размери. Изглежда възможно A-формата да се среща само в дехидрирани проби от ДНК като тези, използвани в кристалографски експерименти, и може би в хибридни свързвания на ДНК и РНК-вериги. ДНК сегменти, които клетките са метилирали с регулиращи цели, могат да възприемат Z-геометрия, при която веригите са усукани около оста на спиралата като огледален образ на B-формата.

## Биологични функции

### Роля на секвенцията
Последователността от нуклеотиди по една ДНК верига в един ген (наричана също секвенция) дефинира един белтък, който организмът трябва да произведе или както е прието да се казва, да „експресира“ в един или няколко момента от живота си, като използва информацията, съдържаща се в последователността. Отношението между нуклеотидната последователност и тази от аминокиселини в белтъка се определя от прости клетъчни правила на транслация, познати под името генетичен код. Генетичният код се състои от трибуквени думи (наречени кодони), образувани от последователност от три нуклеотида (напр. АЦТ, ЦАГ, ТТТ). Тези кодони след това могат да се транслират посредством информационна рибонуклеинова киселина (иРНК) и впоследствие транспортна РНК до кодон, съответстващ на определена аминокиселина. Тъй като има 64 възможни кодона, повечето аминикиселини имат повече от един възможен съответен кодон. Има също така три „стоп“ или „безсмислени“ кодона, означаващи края на кодовата последователност.
Изглежда, че при много видове организми само малка част от цялата последователност на геномa кодира белтъци. Функцията на останалата част е предмет на спекулации. Знае се, че някои нуклеотидни секвенции задават афинитет към ДНК свързващи белтъци, които играят различни жизненоважни роли, по-специално чрез контрол на репликацията и транскрипцията. Тези последователности често се наричат регулационни секвенции и изследователите предполагат, че са идентифицирали само една малка част от съществуващите. „Отпадъчната ДНК“ представлява участъци, които не изглежда да съдържат гени или да имат някаква функция.
Секвенцията определя и податливостта на даден сегмент от ДНК на разкъсване, причинено специфично от ензими – рестрикционни ендонуклеази (съкр. рестриктази)— най-типичното средство на генното инженерство. Позициите на местата на разкъсване след третиране на генома на даден индивид с определен ензим са строго специфични. В практиката се използва третиране само на определен участък, при което може да се състави ДНК профил на индивида (един от множеството възможни).

### Транскрипция и транслация
Процесът на пренасяне на наследствената информация, необходима за синтеза на една белтъчна молекула, от молекулата на ДНК върху молекулата на иРНК се нарича транскрипция (презаписване). Транскрипцията протича в клетъчното ядро. Ензимът извършващ транскрипцията се нарича ДНК зависима РНК полимераза или за по кратко – РНК полимераза. Процесът се извършва по правилото за комплементарност на азотните бази. В случая Г в ДНК отговаря на Ц в РНК, а А в ДНК отговаря на У в РНК.
Прехвърлянето на наследствената информация от молекулата на иРНК в определена последователност от аминокиселини, изграждащи белтъчната молекула, се нарича транслация (превеждане) на наследствената информация. Транслацията протича в цитоплазмата.

### Репликация
Репликация или синтез на ДНК е процесът на копиране на двойната верига на ДНК преди делене на клетката. Двете получени двойни вериги са почти съвсем еднакви, но понякога грешки при репликацията могат да доведат до получаване на не съвсем точно копие (виж мутация) и всяка от тях се състои от една оригинална и една новосинтезирана верига. Това се нарича полуконсервативна репликация. Процесът на репликация се състои от три стъпки: инициация, репликация и терминация.

### Четене на ДНК секвенции
Поради несиметричната форма и свързване на нуклеотидите една ДНК верига винаги има видима ориентация. Поради тази ориентация внимателното разглеждане на една двойна спирала показва, че нуклеотидите са ориентирани в една посока по едната верига („възходящата верига“) и в обратната посока по другата верига („низходящата верига“). Такова разполагане на веригите се нарича антипаралелно.
Заради химическата номенклатура хората, които работят с ДНК, наричат асиметричните краища на едната верига 5' и 3' краища (произнасят се „пет прим“ и „три прим“). Работещите с ДНК, (а също така и ензимите), винаги четат нуклеотидните последователности в „5' към 3' посока“. В една вертикално ориентирана двойна спирала 3' веригата се нарича възходяща, а 5' веригата – низходяща.
Като резултат от тяхното антипаралелно разположение и предпочитанията на ензимите при четене на последователността, дори и двете вериги да носеха идентични, вместо допълващи се поредици, клетките могат да транслират правилно само едната от тях. Другата верига може да бъде прочетена от клетката само отзад напред. Молекулярните биолози наричат една последователност „сенс“, ако е транслирана или транслируема, а нейната допълнителна (комплементарна) – „антисенс“. Следователно, донякъде парадоксално, шаблонът за транскрипция е антисенс-веригата. Полученият запис е РНК-копие на сенс-веригата и самият той е сенс.
При някои вируси разликата между сенс и антисенс е размита, тъй като определени секвенции от техните геноми вършат двойна работа, кодирайки един белтък, ако бъдат четени 5' към 3' по едната верига и втори белтък, когато се четат в обратна посока по другата верига. Така геномите на тези вируси са необикновено компактни за броя гени, които съдържат. Това се разглежда от биолозите като адаптация.
Тополозите обичат да отбелязват, че разполагането на 3'-края на едната верига на ДНК до 5'-края на другата в двата края на един двойноспирален сегмент прави конструкцията „раков канон“.

## Химични модификации

### Едноверижна ДНК и поправка на мутациите
В някои вируси ДНК е в неспирална, едноверижна, пръстеновидна форма. Тъй като много от механизмите за поправка на ДНК в клетките работят само със свързани бази, вирусите, които носят геномите си в едноверижна ДНК, мутират сравнително по-често. В резултат такива видове могат да се адаптират по-бързо, за да не изчезнат като вид. Резултатът обаче не би бил толкова благоприятен при по-сложни и по-бавно размножаващи се организми, което може да обясни защо само вирусите носят едноверижни ДНК. Тези вируси печелят и от по-ниската „цена“ на репликацията на една верига вместо две.

## Еволюция
ДНК съдържа генетичната информация, която позволява на съвременните организми да функционират, да растат и да се размножават. В същото време не е ясно колко дълго в продължаващата 4 милиарда години история на живота ДНК е изпълнявала тази функция, като според някои хипотези най-ранните форми на живот са предавали генетичната си информация с помощта на РНК. РНК може би е играла централна роля в ранния клетъчен метаболизъм, тъй като тя може едновременно да предава генетична информация и да действа като катализатор като част от рибозомите. Общата каталитична и генетична функция на РНК би повлияла еволюцията на съвременните генетични кодове, базирани на читири нуклеотидни бази – по-малкият брой бази би увеличил точността на репликацията, а големият брой бази – каталитичната ефективност на рибозомите.
От друга страна, не съществуват преки свидетелства за древните генетични системи, тъй като възстановяването на ДНК от повечето фосили е невъзможно – ДНК може да оцелее в околната среда по-малко от един милион години, а в разтвор бавно се разлага на къси фрагменти. Съществуват твърдения за откриване на по-стара ДНК, най-вече един доклад за изолиране на жизнена бактерия в солен кристал на възраст 250 милиона години, но тези твърдения са спорни.

## История на изследванията
ДНК е изолирана за пръв път от швейцарския лекар Фридрих Мишер, който през 1869 година открива микроскопично вещество в напоени с кръв и секрет хирургически превръзки. Тъй като то се съдържа в ядрата на клетките, той го нарича „нуклеин“. През 1874 година Мишер успява да раздели нуклеина на белтък и киселина, която през 1889 е наречена от неговия ученик Рихард Алтман „нуклеинова“. През 1919 година американецът Фибъс Левин идентифицира главната захаридно-фосфатна верига. Той смята, че ДНК се състои от поредица нуклеотидни модули, свързани помежду си с фосфатни групи, но според него веригата е къса и базите се повтарят във фиксиран ред. През 1937 година англичанинът Уилям Астбъри прави първият рентгеноструктурен анализ на ДНК.
През 1928 година англичанинът Фредерик Грифит открива, че определени белези на гладката форма на бактерията Streptococcus pneumoniae могат да бъдат прехвърлени на нейната грапава форма чрез смесване на мъртви гладки бактерии с живи грапави. Експериментът на Ейвъри-Маклауд-Маккарти, проведен със същата система през 1943 година от канадско-американски екип, включващ Осуалд Ейвъри, Колин Маклауд и Маклин Маккарти, за пръв път ясно показва, че ДНК пренася генетична информация. Ролята на ДНК при наследствеността е потвърдена през 1952 година, когато американците Алфред Хърши и Марта Чейз със своя експеримент на Хърши-Чейз демонстрират, че именно ДНК е генетичният материал при вируса Enterobacteria phage T2.
През 1953 година американецът Джеймс Уотсън и англичанинът Франсис Крик предлагат общоприетият днес двойноспирален модел на молекулата на ДНК. Техният модел се основава на една рентгеноструктурна снимка, направена година по-рано от англичаните Розалинд Франклин и Реймънд Гослинг, както и на информацията, че базите на ДНК образуват двойки, получена от американеца Ъруин Чаргаф. Правилата на Чаргаф изиграват важна роля за създаването на двойноспиралния модел на ДНК.
Първите експериментални свидетелства, подкрепящи хипотезата на Уотсън и Крик, са публикувани през 1953 година в поредица от пет статии в списание Нейчър. В първата от тях Франклин и Гослинг за пръв път публикуват своите рентгеноструктурни анализи. В същия брой излиза и статия на екипа на Морис Уилкинс, които правят рентгеноструктурен анализ на ДНК на живо и той също потвърждава двойноспиралния модел. През 1962 година, след смъртта на Франклин, Нобелова награда за физиология или медицина за откриването на двойноспиралния модел на ДНК е дадена на Уотсън, Крик и Уилкинс. Макар че правилата за присъждане на Нобеловата награда допускат тя да бъде давана само на живи хора, това решение предизвиква бурни дебати, продължаващи до наши дни.
В своя презентация от 1955 година Франсис Крик излага Централната догма на молекулярната биология, която предсказва връзката между ДНК, РНК и белтъците. Окончателното потвърждение на механизма на репликация, подсказван от двойноспиралната структура, е получено през 1958 година с експеримента на Меселсън-Стал. По-нататъшната работа на екипа на Крик показва, че генетичният код е базиран на незастъпващи се тройки от бази, наречени кодони, което позволява на Хар Гобинд Хорана, Робърт Холи и Маршал Уорън Ниренбърг да го дешифрират.